# Anhaltische Fahrzeugwerke Robert Krause
Die Anhaltische Fahrzeugwerke Robert Krause AG, zuvor Anhaltische Fahrzeugwerke Krause & Günther und Anhaltische Fahrzeugwerke Robert Krause, war ein deutsches Unternehmen. Gelegentlich findet sich auch die Firmierung Anhaltische Fahrzeugfabrik Robert Krause oder Anhaltische Fahrzeugwerkstätte Dessau. Der Standort war an der Wasserstadt 11 in Jonitz bei Dessau. Das Unternehmen darf nicht mit den Motoren-Werken Dessau verwechselt werden, die in den 1910er Jahren im gleichen Ort ansässig waren und Automobile unter dem Markennamen Der Dessauer anboten.

## Unternehmensgeschichte
Robert Krause gründete 1901 das Unternehmen Anhaltische Fahrzeugwerke Robert Krause. Zunächst entstanden Fahrräder, Wagenheber, Winden, Vorsteckwagen, Motorradmotoren und Kupplungen. Zwischen 1906 und 1910 stellte das Unternehmen Automobile her, die unter dem Markennamen Dessavia angeboten wurden. 1911 erfolgte eine Umfirmierung in Anhaltische Fahrzeugwerke Krause & Günther, und 1920 in Anhaltische Fahrzeugwerke Robert Krause AG. Am 21. August 1922 zerstörte ein Brand eine Fabrikhalle. Nach dem Ersten Weltkrieg stellte das Unternehmen Motorrad-Seitenwagen, Ersatzteile und Karosserien her. Ab 1930 wurden Teile an Junkers für deren Flugzeugbau geliefert. Nach dem Zweiten Weltkrieg stellte das Unternehmen Schlauchventile her. Es ist nicht bekannt, wann das Unternehmen aufgelöst wurde.

## Automobile
Die Produktion begann entweder 1906 oder 1907 und endete entweder 1907 oder 1910. Die Produktion erfolgte in begrenzter Stückzahl.
Das einzige Modell war ein Kleinwagen. Für den Antrieb sorgte ein Zweizylindermotor mit 870 cm³ Hubraum und 6 PS Leistung. Die Motorleistung wurde über ein Reibradgetriebe an die Antriebsachse übertragen. Die offene Karosserie bot Platz für zwei Personen.